# Cuvillierininae
Cuvillierininae es una subfamilia de foraminíferos bentónicos de la familia Rotaliidae, de la superfamilia Rotalioidea, del suborden Rotaliina y del orden Rotaliida. Su rango cronoestratigráfico abarca desde el Coniaciense (Cretácico superior) inferior hasta la Mioceno inferior.

## Clasificación
Cuvillierininae incluye a los géneros:
- Civrieuxia †
- Cuvillierina †
- Fissoelphidium †
- Ornatanomalina †
- Pseudowoodella †
- Reichelinella †
- Storrsella †
- Thalmannita †

Otros géneros considerados en Cuvillierininae son:
- Arcanispira †, aceptado como Reichelinella
- Saudella †, aceptado como Ornatanomalina